# 天沼矛

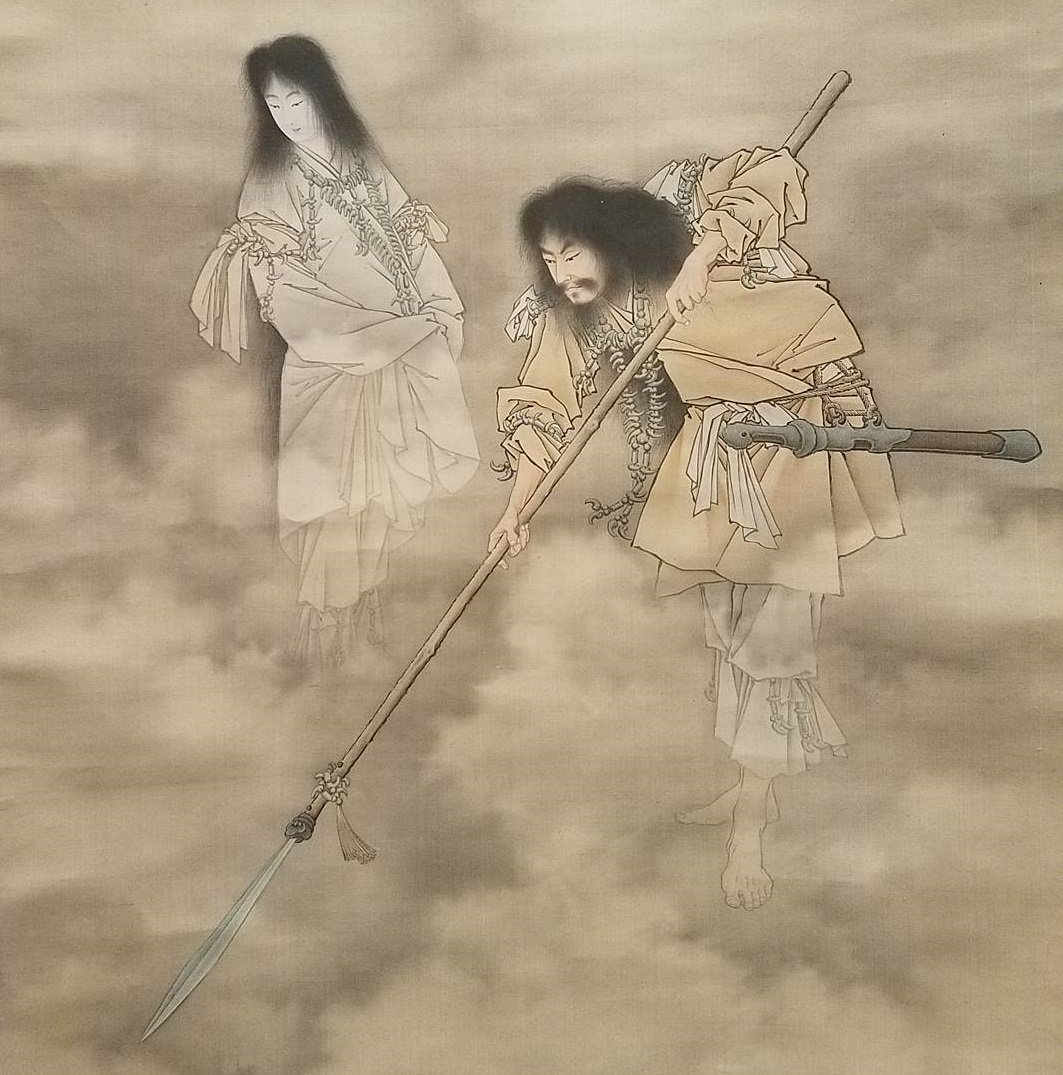
イザナミとイザナギ、天沼矛

天沼矛（あめのぬぼこ）は日本神話に登場する矛である。『古事記』では天沼矛、『日本書紀』では天之瓊矛（本文）・天瓊戈（一書第一・第二・第三）と表記される。

## 神話での記述
『古事記』によれば、伊邪那岐（イザナギ）・伊邪那美（イザナミ）の二柱の神は、別天津神たちに漂っていた大地を完成させることを命じられ、天沼矛を与えられた。伊邪那岐・伊邪那美は、天浮橋（あめのうきはし）に立って、天沼矛で、渾沌とした大地をかき混ぜたところ、矛から滴り落ちたものが、積もって淤能碁呂島（おのごろじま）となった。伊邪那岐・伊邪那美は淤能碁呂島で結婚し、大八島と神々を生んだ（国産み、神産み）。

## 解説
「瓊は玉のことである」と日本書紀本文に注釈があり、「天之瓊矛」は玉で飾られた矛ということになる。